# 糸をつむぐグレートヒェン
『糸を紡ぐグレートヒェン』（いとをつむぐグレートヒェン、独語：Gretchen am Spinnrade）D118は、1814年10月19日に作曲されたフランツ・シューベルトのリート。詩はゲーテの『ファウスト 第一部』を出典とする。この詩には、他にカール・レーヴェ、ルイ・シュポーア、リヒャルト・ワーグナー、ミハイル・グリンカ、ジュゼッペ・ヴェルディなどが曲を付けている。
シューベルトにとって初めてのゲーテ歌曲であるとともに、この曲を以てドイツリートが誕生した、と評される。
グレートヒェンは紡ぎ車を回しつつ、ファウストとその口車を思い浮かべて口ずさんでいる。ピアノ伴奏の反復リズムは、歌詞に応じて紡ぎ車が速まったり遅くなったりするさまや、グレートヒェンの気も狂わんばかりの昂奮を描写し、恋する娘の動揺や、悪魔の誘惑を効果的に暗示している。グレートヒェンの台詞がそのまま歌詞とされているので、明らかに女声のための歌曲であり、上記のような特色から、ソプラノとピアニストにとって意欲を求められるレパートリーとなっている。代表的な歌手として、エリーザベト・シュヴァルツコップやジェシー・ノーマン、グンドゥラ・ヤノヴィッツらが挙げられる。
なお、シューベルトは1817年に同じく第一部より、ファウストとの愛欲の末に罪の意識に苛まれるグレートヒェンの独白（D.564、「外壁の内側に沿った小路にいるグレートヒェン "Gretchen im Zwinger"」または「グレートヒェンの祈り "Gretchens Bitte"」）への作曲を試みたが未完に終わった（20世紀になってベンジャミン・ブリテンが補筆完成させた）。

## 原詩全文および和訳
Gretchen am Spinnrade
Johann Wolfgang von Goethe
| 原詩 Meine Ruh ist hin, mein Herz ist schwer; ich finde sie nimmer und nimmermehr. Wo ich ihn nicht hab, ist mir das Grab, die ganze Welt ist mir vergällt. Mein armer Kopf ist mir verrückt, meiner armer Sinn ist mir zerstückt. Meine Ruh ist hin, mein Herz ist schwer, ich finde sie nimmer und nimmermehr. Nach ihm nur schau ich zum Fenster hinaus, nach ihm nur geh ich aus dem Haus. Sein hoher Gang, sein edle Gestalt, seines Mundes Lächeln, seiner Augen Gewalt, Und seiner Rede Zauberfluß, Sein Händedruck, und ach! sein Kuß! Meine Ruh ist hin, mein Herz ist schwer, ich finde sie nimmer und nimmermehr. Mein Busen drängt sich nach ihm hin, Ach dürft ich fassen und halten ihn, Und küssen ihn, so wie ich wollt, an seinen Küssen Vergehen sollt! | 和訳 私の安らぎは去り、 私の心は重い。 それを私が再び見つけることはない、 もう二度と。 彼のいないところは、 私には墓場だ。 世界中が 私にはつらい。 私の弱い頭は 狂ってしまった、 私の哀れな心は こなごなに砕けた。 私の安らぎは去り 私の心は重い。 それを私が再び見つけることはない、 もう二度と。 私はただ彼を 窓の外に見て、 ただ私は彼のあとを追って 家を出る。 彼の気高い歩み、 彼の尊い姿、 彼の口もとの笑み、 彼の目の力、 そして彼の言葉の 魔法の流れ 彼の握手、 そして、ああ！彼のキス！ 私の安らぎは去り、 私の心は重い。 それを私が再び見つけることはない、 もはや二度と。 私の胸は 彼のもとへ迫りゆく、 ああ許されることならば 彼をこの手にとらえ、抱きしめて、 そして彼に口づけたい 私ののぞみどおり 彼のキスに この身が消え失せようとも！ |